# Dora Riparia
A Dora Riparia (franciául Doire Ripaire, piemontiul Dòira Rivaria) a Pó bal oldali mellékfolyója Észak-Olaszországban, Piemontban. Hossza 125 km, vízgyűjtő területe 1251 km².

## Földrajza

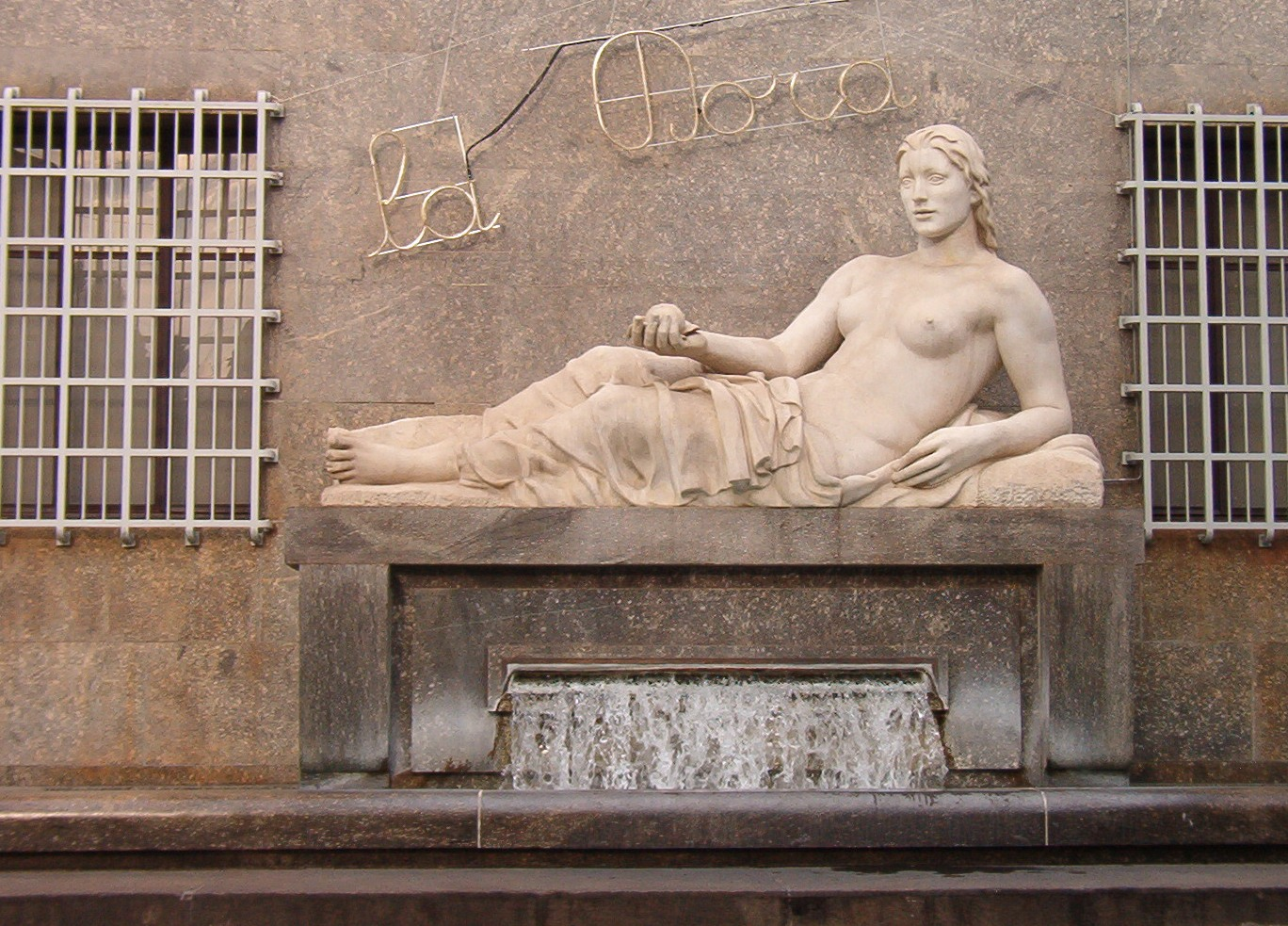
A Dora szobra Torinóban

A Cotti-Alpokban, francia területen ered. Az első pár km-en neve Piccola Dora, és csak Cesanát elhagyva változik Dora Ripariává, miután belefolyik a Ripa és a Thuras di Bousson. Oulxnál lényegesen gyarapszik a folyó a Dora di Bardonecchiával történő egyesülése után. Kicsivel Susa előtt folyik bele a Rio Galambra és a Cenischia.
Susa után délkeleti irányban halad tovább Bussolenón keresztül. Áthalad Aviglianán, Alpignanón, Pianezzán, Collegnón és Torinón, ahol a Colletta Parknál beleömlik a Póba.

## Fordítás
Ez a szócikk részben vagy egészben  a   Dora Riparia című olasz Wikipédia-szócikk fordításán alapul.  Az eredeti cikk szerkesztőit annak laptörténete sorolja fel. Ez a jelzés csupán a megfogalmazás eredetét és a szerzői jogokat jelzi, nem szolgál a cikkben szereplő információk forrásmegjelöléseként.